# CHD7
Le CHD7 (pour « Chromodomain-helicase-DNA-binding protein 7 ») est une protéine de la famille des CHD. Son gène est le CHD7 situé sur le chromosome 8 humain.

## Rôles
Il joue un rôle de co facteur de transcription du SOX2, interagissant avec le JAG1, GLI3 et MYCN. Il permet le remodelage du nucléosome, sous la dépendance de l'ATP. Il intervient dans la neurogenèse, par l'intermédiaire du SOX4 et SOX11, en favorisant la quiescence des cellules souches nerveuses. Il régule l'expression de la reeline, contrôlant par ce biais, le développement du cervelet.

## En médecine
Une mutation du gène est responsable du syndrome CHARGE.